# Antipalestinismo

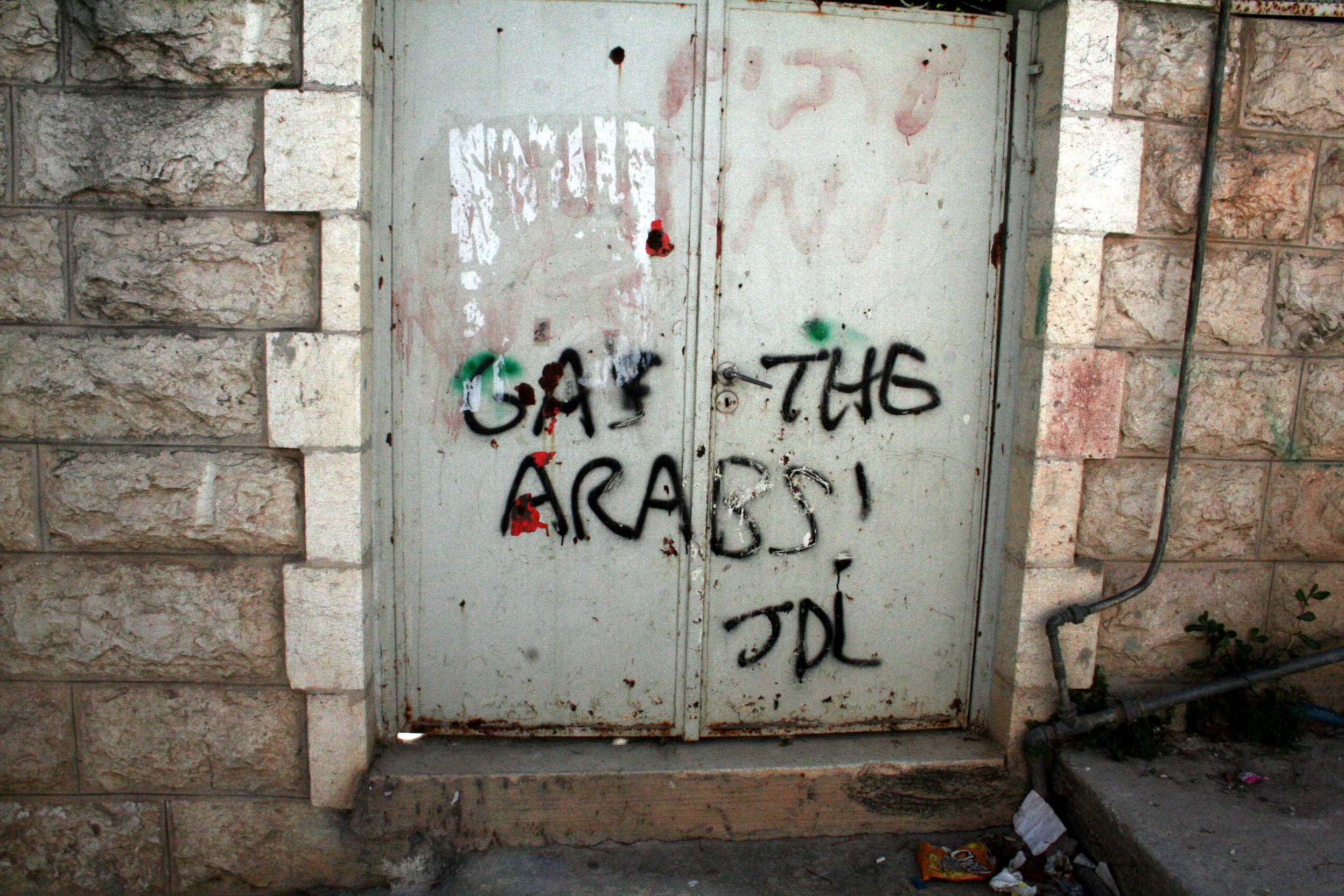
Gas the Arabs ("Gassate gli arabi"), scritto da coloni israeliani su una casa di palestinesi ad Hebron.

L'antipalestinismo si riferisce ai pregiudizi e alla discriminazione contro i palestinesi da parte di gruppi, individui o governi. Essendo un pregiudizio rivolto verso un gruppo arabo prevalentemente musulmano, si sovrappone al razzismo anti-arabo e all'islamofobia.

## Storia
Il razzismo antipalestinese (raramente chiamato anche "antipalestinismo") si riferisce a pregiudizi, odio collettivo e discriminazione diretti contro i palestinesi. Dalla metà del XX secolo, il fenomeno si è ampiamente sovrapposto al razzismo anti-arabo e all’islamofobia, poiché la stragrande maggioranza dei palestinesi oggi è composta da arabi e musulmani. Storicamente, tuttavia, il termine "antipalestinismo" è stato anche associato all’antisemitismo europeo, poiché tradizionalmente le correnti di destra consideravano gli ebrei come stranieri indesiderati provenienti dalla Palestina. L’American Bar Association considera però il razzismo antipalestinese anche come una forma distinta di discriminazione, poiché non tutti i palestinesi sono musulmani. Le persone possono essere colpite dal razzismo antipalestinese indipendentemente dal fatto che si identifichino come arabi o musulmani.
Secondo la giurista Matiangai Sirleaf, il razzismo antipalestinese comprende "la negazione dei diritti umani, il rifiuto della dignità umana e del valore dei palestinesi"; la difesa di atti di violenza contro i palestinesi; e il rifiuto di "riconoscere i palestinesi come un popolo indigeno con un’identità collettiva". La scrittrice e professoressa pakistana Sunaina Maira cita il professore statunitense di studi islamici Shahzad Bashir come segue: "un aspetto importante dell’antipalestinismo, ossia il panico morale fomentato sulla ‘radicalizzazione’ dei giovani musulmani e arabo-americani, è spesso accompagnato dall’accusa che essi siano automaticamente antisemiti quando criticano le politiche dello Stato di Israele."
Secondo Moustafa Bayoumi, l’antipalestinismo ha preceduto l’ondata moderna di islamofobia e ha contribuito a creare un clima generale di islamofobia.

## Esempi
Gli avversari dell'antipalestinismo sostengono talvolta che esso sia un errore morale tanto grave quanto l'antisemitismo, ma ritengono che resti inavvertito o sottovalutato nelle società occidentali.
Quando il marchio di abbigliamento Zara ha condannato i commenti antipalestinesi di uno dei suoi senior designer nel giugno 2021, il modello Qaher Harhash di Gerusalemme Est ha dichiarato che l'industria della moda dovrebbe opporsi al sentimento antipalestinese.
Nel 2015 attivisti spagnoli del movimento BDS (Boicottaggio, disinvestimento e sanzioni) accusarono il rapper statunitense di origine ebraica Matisyahu di antipalestinismo, la sua partecipazione al festival Rototom Sunsplash fu annullata in assenza di una presa di posizione dell'artista sul conflitto arabo-israeliano; Matisyahu fu tuttavia riammesso poco dopo.

### L'antipalestinismo digitale
La censura delle voci palestinesi e pro-palestinesi su Internet, in particolare sui social media, è stata definita "apartheid digitale" o "occupazione digitale".
Facebook e Instagram sono stati accusati di parzialità antipalestinese da attivisti per i diritti digitali; simili accuse hanno ricevuto Zoom, YouTube, Twitter e PayPal.

## Incidenti antipalestinesi
- Il 15 febbraio 2025, un ebreo americano ha sparato a due israeliani che aveva erroneamente scambiato per palestinesi.[24] Le vittime ferite erano ebrei arabi, Mizrachim, e a loro volta erano convinte che l’autore fosse un palestinese. Dopo l’atto, le vittime hanno pubblicato su Facebook "Morte agli arabi".[25] Il Council on American-Islamic Relations ha condannato il post su Facebook[26] delle vittime e si è impegnato affinché l’atto fosse classificato come un crimine d’odio antipalestinese.[27]
- Il 25 novembre 2023, a Vermont, un uomo ha sparato a tre palestinesi ventenni, due dei quali indossavano delle kufiye, rendendoli riconoscibili come palestinesi. Uno degli uomini è rimasto paralizzato dalla vita in giù a seguito dell’attacco.[28][29]
- Il 27 aprile 2023, la presidente della Commissione Europea, Ursula von der Leyen, in vista del 75° anniversario della fondazione dello Stato di Israele – o per i palestinesi del 75° anniversario della Nakba – ha dichiarato che Israele "ha fatto fiorire il deserto". Queste affermazioni sono state criticate dal Ministero degli Esteri dell’Autorità Palestinese come "discorso propagandistico" che diffonde uno "stereotipo razzista antipalestinese" e rappresenta una "minimizzazione" dell’occupazione israeliana.[30][31]
- Il 14 ottobre 2023, il piccolo Wadea al-Fayoume, di sei anni, è stato ucciso a Illinois dal suo padrone di casa con 26 coltellate; la madre è stata gravemente ferita nell’incidente. Durante l’atto, il padrone di casa ha gridato "Voi musulmani dovete morire".[32] Durante l’interrogatorio, il padrone di casa ha dichiarato di essere stato incitato all’odio verso musulmani e palestinesi dalla copertura mediatica dell’attacco terroristico di Hamas del 7 ottobre 2023. Era convinto che una guerra fosse imminente negli Stati Uniti e si sentiva minacciato dai suoi vicini a causa della loro origine palestinese. Dopo l’incidente, sono emerse voci che criticavano la disumanizzazione dei palestinesi nei media e nei discorsi dei politici. L’atto ha ricevuto grande attenzione internazionale.[33]
- Il 4 marzo 2025, Donald Trump ha usato il termine "palestinese" come insulto per esprimere il suo rifiuto nei confronti di un politico del Partito Democratico.[34][35]